# Double Asteroid Redirection Test
Double Asteroid Redirection Test (DART) är ett NASA-uppdrag och rymdsond som syftar till att testa en metod för planetariskt försvar mot objekt nära jorden. DART-rymdsonden och den italienska LICIACube sköts upp med hjälp av en Falcon 9-raket den 24 november 2021.
Den 26 september 2022 kraschade rymdsonden som planerat in i asteroidmånen Dimorphos som tillhör dubbelasteroiden Didymos. Detta gjordes för att bedöma den framtida potentialen att avleda en asteroid på eventuell kollisionskurs med Jorden genom en överföring av mekanisk rörelsemängd.

## Planering
DART är ett samarbetsprojekt mellan NASA och Johns Hopkins Applied Physics Laboratory (APL). Det administreras av  NASA:s Planetary Defense Coordination Office, och flera NASA-laboratorier och kontor ger teknisk support. Internationella partners, som European Space Agency (ESA), Italian Space Agency (ASI), och JAXA Japan, bidrar direkt eller indirekt till projektet. I augusti 2018 godkände NASA projektet att gå från designstadiet till tillverkning.